# Staffolo
Staffolo är en ort och kommun i provinsen Ancona i regionen Marche i Italien. Kommunen hade 2 211 invånare (2018).